# Sozialliberale Koalition
Unter einer sozialliberalen Koalition versteht man eine Koalition zwischen einer sozialdemokratischen oder sozialistischen Partei und einer liberalen Partei.

## Deutschland
In Deutschland wird dieser Begriff vor allem mit der rot-gelben Koalition zwischen der sozialdemokratischen SPD (Parteifarbe rot) und der freidemokratischen FDP (Parteifarbe gelb) auf Bundesebene von 1969 bis 1982 assoziiert.
Bereits im Deutschen Kaiserreich warben um 1900 linksliberale Politiker wie Theodor Barth und Friedrich Naumann für eine Koalition „von Bassermann bis Bebel“, um eine Demokratisierung der deutschen Politik voranzutreiben. Verwirklicht wurde eine solche liberal-sozialistische Allianz jedoch vorerst im Großblock, den von 1909 bis 1913/1914 Nationalliberale, Linksliberale und Sozialdemokraten im Großherzogtum Baden bildeten. Auf Reichsebene arbeiteten Liberale und Sozialdemokraten erstmals während des Ersten Weltkriegs im Interfraktionellen Ausschuss zusammen, dem auch Vertreter der katholischen Zentrumspartei angehörten.
In der Weimarer Republik existierte zeitweilig die Weimarer Koalition, in der die republiktreuen Parteien SPD, Zentrum und DDP vertreten waren, die nach 1920 auf Reichsebene keine parlamentarische Mehrheit mehr besaßen. Daher kam es wiederholt zu großen Koalitionen, die darüber hinaus noch die DVP einschlossen.
Erst in der (alten) Bundesrepublik etablierte sich der Ausdruck sozialliberale Koalition. Wegen der Farben der beiden Parteien, der SPD und der FDP, spricht man auch von einer rot-gelben Koalition.
Da die FDP vorzugsweise mit den Unionsparteien koaliert, sind sozialliberale Koalitionen vergleichsweise selten. Die erste sozialliberale Koalition auf Landesebene wurde 1956 in Nordrhein-Westfalen gebildet. Auslöser war der Plan von Bundeskanzler Konrad Adenauer, auf Bundesebene eine Wahlrechtsreform einzuführen, die kleinere Parteien wie die FDP benachteiligt hätte. Aus Protest verließ die FDP die Koalition mit der CDU in Nordrhein-Westfalen, was zum Sturz des Ministerpräsidenten Karl Arnold führte. Anschließend bildeten SPD, FDP und Zentrum eine neue Regierung unter Ministerpräsident Fritz Steinhoff. Diese Entwicklung schwächte Adenauers Position im Bundesrat. Nach den Landtagswahlen von 1958 endete die Koalition bereits wieder durch den Wahlsieg der Union.
Danach gab es weitere sozialliberale Koalitionen auf Länderebene, aber der zweiten sozialliberalen Koalition in Nordrhein-Westfalen (seit 1966) sprach man eine besondere Bedeutung zu. Sie sei ein Experiment für eine solche Koalition erstmals auf Bundesebene. Die Bundespräsidentenwahl im März 1969 galt als Testfall auf Bundesebene: SPD-Kandidat Gustav Heinemann erhielt mit dem Großteil der FDP-Stimmen eine knappe Mehrheit. Dies wurde von Heinemann und später von dem Politikwissenschaftler Arnulf Baring als „Machtwechsel“ bezeichnet.

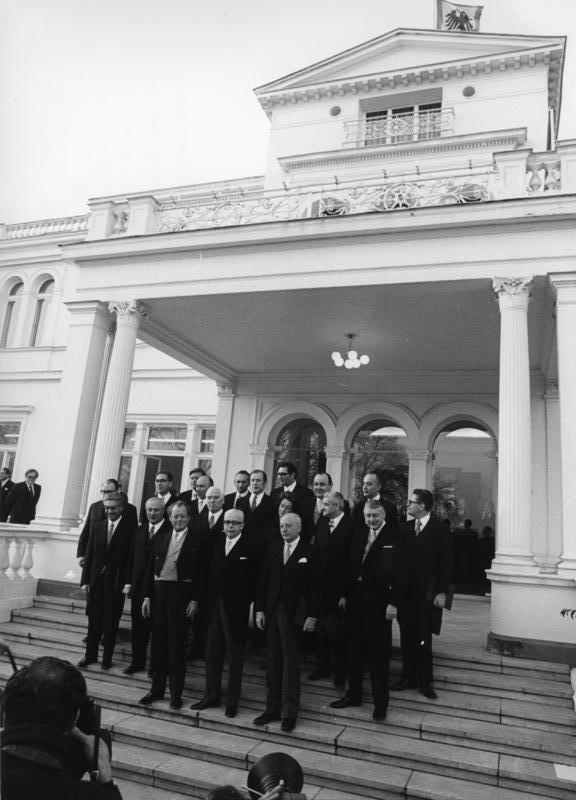
Das sozialliberale Kabinett Brandt II bei Bundespräsident Gustav Heinemann, 1972. Insgesamt dauerte die Zusammenarbeit von 1969 bis 1982.

Die FDP erreichte bei der Bundestagswahl im September 1969 noch 5,8 % der Stimmen. Im Oktober 1969 kam eine SPD-FDP-Koalition auf Bundesebene zustande. SPD-Chef Willy Brandt räumte der FDP unter Walter Scheel bedeutende Ministerposten ein, die sie von der Union nie erhalten hatte (Äußeres und Inneres, später auch Wirtschaft). Außerdem hing damals noch ein erneuter Versuch der Union in der Luft, das Mehrheitswahlrecht einzuführen. Das Grundsatzprogramm der FDP von 1971, die Freiburger Thesen, orientierten die FDP dann in Richtung eines reformorientierten „Sozialen Liberalismus“ und enthielten einen eigenen Abschnitt zum Umweltschutz, zum ersten Mal in der bundesdeutschen Geschichte innerhalb der wesentlichen Parteien.
Während der sozialliberalen Koalition auf Bundesebene kam es leicht verstärkt auch zu solchen Koalitionen in den Ländern. Sie wurde 1974 von Bundeskanzler Helmut Schmidt (SPD) und Außenminister Hans-Dietrich Genscher (FDP) fortgeführt, endete aber 1982 mit der sogenannten Bonner Wende. Seitdem sind sozialliberale Koalitionen auf Länderebene tendenziell seltener geworden. Das hat auch mit dem Aufkommen der Grünen zu tun, die ab den späten 1980er Jahren zum bevorzugten Koalitionspartner der SPD wurden. Die bislang letzte sozialliberale Koalition endete 2006 in Rheinland-Pfalz, nachdem die SPD die absolute Mehrheit gewonnen hatte.
Durch den dauerhaften Einzug der Grünen 1983 und der PDS 1990 hatte Rot-Gelb das Strukturproblem, keine Aussicht auf eine Mehrheit im Bundestag zu haben, weswegen eine Umorientierung der Liberalen zur SPD lange unattraktiv blieb. Nur in der Legislaturperiode 1998 bis 2002 hat es letztmalig eine ungenutzte Möglichkeit für das Zweierbündnis gegeben. 
Eine Koalition von SPD, FDP und Grünen wird als Ampelkoalition bezeichnet. Nach der Bundestagswahl 2021 konstituierte sich erstmals mit dem Kabinett Scholz eine solche Koalition auf Bundesebene, nachdem es dieses Bündnis bereits zuvor in Rheinland-Pfalz gegeben hat. Eine solche Konstellation existierte von 1991 bis 1995 in Bremen und in gewissem Sinne in Brandenburg von 1990 bis 1994, wobei die Grünen damals vor allem in Gestalt von Bündnis 90 teilnahmen.
In den Anfangsjahren der Bundesrepublik waren ebenfalls schwarz-rot-gelbe Koalitionen realisiert worden, nämlich in Bremen 1951–1959 und im Saarland 1955–1959.

### Berlin
- 1963–1966 Willy Brandt trotz absoluter SPD-Mehrheit
- 1966–1967 Heinrich Albertz trotz absoluter SPD-Mehrheit
- 1967–1971 Klaus Schütz trotz absoluter SPD-Mehrheit
- 1975–1977 Klaus Schütz
- 1977–1981 Dietrich Stobbe
- 1981 Hans-Jochen Vogel

### Bremen
- 1959–1965 Wilhelm Kaisen trotz absoluter SPD-Mehrheit
- 1967–1971 Hans Koschnick

### Hamburg
- 1957–1961 Max Brauer trotz absoluter SPD-Mehrheit
- 1961–1965 Paul Nevermann trotz absoluter SPD-Mehrheit
- 1965–1966 Herbert Weichmann trotz absoluter SPD-Mehrheit
- 1970–1971 Herbert Weichmann trotz absoluter SPD-Mehrheit
- 1971–1974 Peter Schulz trotz absoluter SPD-Mehrheit
- 1974–1978 Hans-Ulrich Klose
- 1987–1988 Klaus von Dohnanyi
- 1988–1991 Henning Voscherau

### Hessen
- 1970–1976 Albert Osswald
- 1976–1982 Holger Börner

### Niedersachsen
- 1963–1965 Georg Diederichs
- 1974–1976 Alfred Kubel

### Nordrhein-Westfalen
- 1956–1958 Fritz Steinhoff
- 1966–1978 Heinz Kühn
- 1978–1980 Johannes Rau

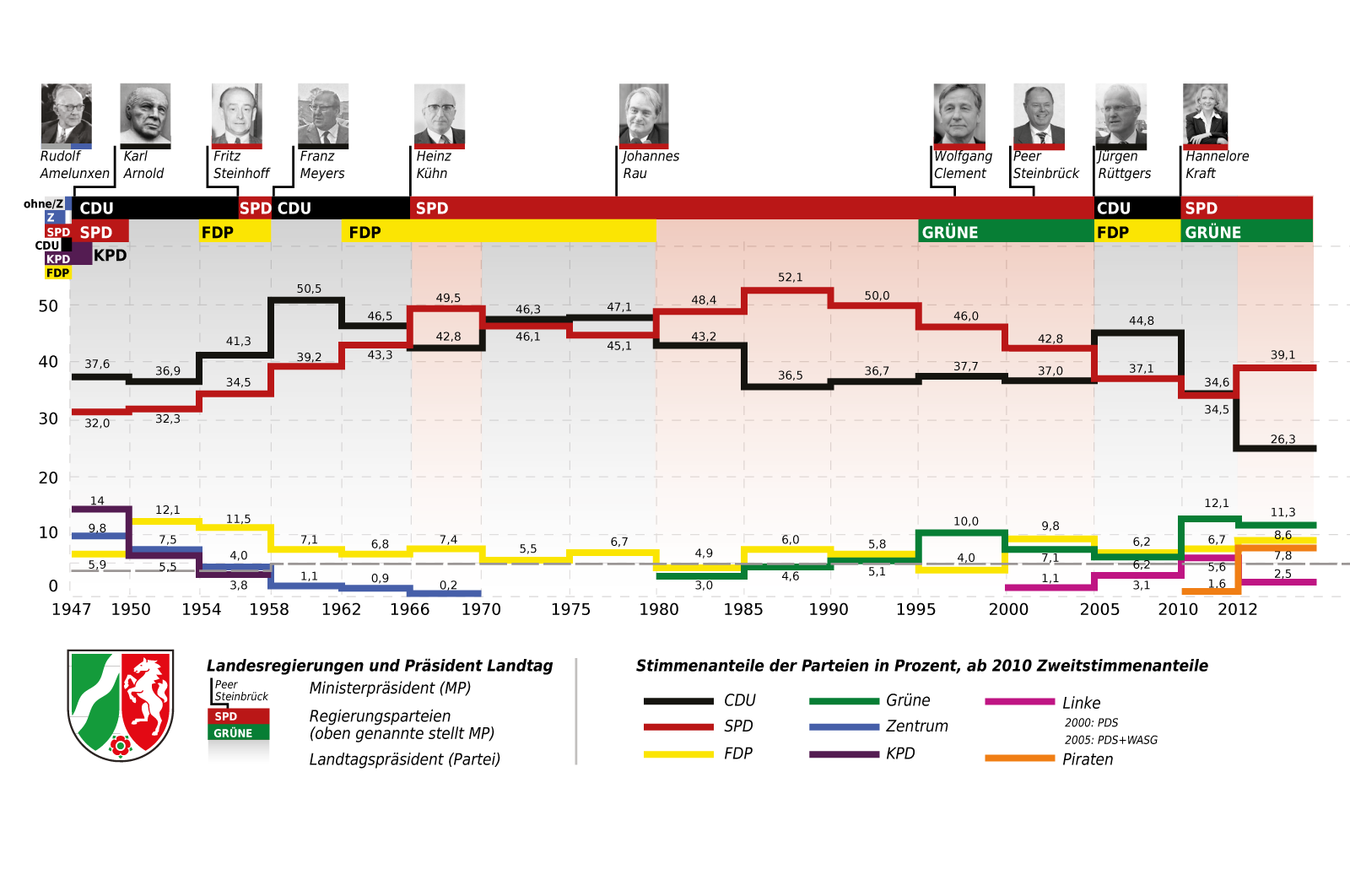
Landesregierungen NRW

Die erste sozialliberale Koalition in NRW wurde 1956 gebildet, nachdem die schwarz-gelbe Koalition unter Ministerpräsident Arnold zerbrochen war. Arnold wurde per Misstrauensvotum vom Landtag abgewählt und durch Fritz Steinhoff abgelöst. Diese Zusammenarbeit währte lediglich bis zur Landtagswahl 1958, bei der die CDU 50,5 % der Stimmen erhielt. Bei der Landtagswahl 1966 erzielte die SPD 49,5 Prozent der abgegebenen Stimmen und 99 der 200 Landtagsmandate. Franz Meyers setzte die seit 1962 bestehende schwarz-gelbe Koalition zunächst fort und bildete das Kabinett Meyers III. Als die SPD am 5. November 1966 ein Misstrauensvotum ankündigte, beschloss die CDU Koalitionsverhandlungen mit der SPD. Dies veranlasste die FDP dazu, ebenfalls eine Koalition mit der SPD anzustreben. Am 1. Dezember 1966 beschloss die SPD-Fraktion mit 73 zu 21 Stimmen eine Koalition mit der FDP. Am 8. Dezember 1966 wurde Heinz Kühn per konstruktivem Misstrauensvotum zum Ministerpräsidenten gewählt und am gleichen Tag das Kabinett Kühn I vereidigt.
Im historischen Rückblick wird dieser Koalitionsbildung im bevölkerungsreichsten Bundesland eine gewisse Signalwirkung für die Bundestagswahl 1969 zugeschrieben, nach der SPD (Willy Brandt) und FDP (Walter Scheel) die Koalition für die erste sozialliberale Bundesregierung (Kabinett Brandt I) vereinbarten.
Die Koalition in NRW hielt bis zur Landtagswahl 1980, bei der die FDP knapp an der Fünf-Prozent-Hürde scheiterte und die SPD eine absolute Mehrheit der Landtagsmandate (106 von 201) erhielt.
Nach der Landtagswahl am 14. Mai 2000 verhandelte Ministerpräsident Wolfgang Clement mit seinem bisherigen Koalitionspartner Bündnis 90/Die Grünen und auch mit der FDP. Die SPD entschied sich für die Fortführung der rot-grünen Koalition und Clement bildete sein zweites Kabinett.

### Rheinland-Pfalz
- 1991–1994 Rudolf Scharping
- 1994–2006 Kurt Beck

Bis 1991 hatte die FDP in Rheinland-Pfalz mit der CDU regiert. Bei der Landtagswahl 1991 verlor Schwarz-Gelb die absolute Mehrheit und die FDP koalierte daraufhin mit der SPD. Bei der Landtagswahl 1996 bekamen CDU und FDP wieder eine Mehrheit, die FDP setzte aber die Regierungsarbeit mit der SPD fort. Fünf Jahre später erhielt das damals in Deutschland viel praktizierte Bündnis Rot-Grün eine Mehrheit, aber die sozialliberale Koalition beendete ihre Zusammenarbeit nicht. Erst nach der Landtagswahl 2006 endete diese, als die SPD die absolute Mehrheit der Sitze im Landtag errang und die FDP trotz Angebot der SPD ein Bündnis ablehnte.

### Württemberg-Baden
- 1951–1952 Reinhold Maier gelb-rote Koalition

In umgekehrter Reihenfolge gab es im ehemaligen Land Württemberg-Baden nach der  Landtagswahl 1950 eine Regierungskoalition aus FDP/DVP und SPD. Diese bestand bis zum Aufgehen Württemberg-Badens im neugegründeten Baden-Württemberg.

## Österreich
In Österreich wird eine Koalition zwischen der SPÖ und den NEOS als sozialliberal bezeichnet. Nach den Parteifarben ist in den Medien meist von einer rot-pinken Koalition die Rede. Auf Bundesländerebene kam es nach der Landtags- und Gemeinderatswahl in Wien 2020 das erste Mal zu Koalitionsverhandlungen dieser beiden Parteien, bei welchen auch ein Koalitionspakt geschlossen wurde. Seit der Bestätigung der Wahl der Stadtregierung Ludwig II am 24. November 2020 regiert in Wien eine Koalition aus SPÖ und NEOS.
Ebenfalls als sozialliberal kann die von 1983 bis 1987 andauernde Koalition (Bundesregierung Sinowatz und Bundesregierung Vranitzky I) zwischen SPÖ und FPÖ, zu jener Zeit Mitglied der Liberalen Internationalen, bezeichnet werden. Der damalige FPÖ-Obmann Norbert Steger vom liberalen Flügel der Partei versuchte den nationalen Flügel zurückzudrängen und die Partei als österreichische FDP zu positionieren. Im allgemeinen Sprachgebrauch wurde diese Koalition zumeist kleine Koalition oder, nach den Parteifarben, rot-blaue Koalition genannt.
Nach der Wahl Jörg Haiders zum neuen FPÖ-Obmann 1986 kündigte die SPÖ die Koalition auf, während die FPÖ einen rechtspopulistischen Kurs einschlug, der bis heute beibehalten wurde. Die Zurückdrängung des liberalen Flügels gipfelte im Austritt der FPÖ aus der Liberalen Internationalen und der Abspaltung des Liberalen Forums 1993. Spätere rot-blaue Koalitionen, etwa die Landesregierung Niessl IV im Burgenland (2015–19), können daher nicht als sozialliberal bezeichnet werden.

## Belgien und Niederlande
In Belgien und den Niederlanden werden liberale Parteien (VVD bzw. VLD und MR) mit der Farbe blau assoziiert. Nach der Mischfarbe von rot und blau heißen Koalitionen aus Sozialdemokraten und Liberalen daher „lila Regierung“ (paars kabinet). Eine „lila Regierung“ aus Arbeitspartei, VVD und linksliberalen D66 regierte in den Niederlanden von 1994 bis 2002 unter Wim Kok, wodurch erstmals seit 1945 keine Christdemokraten an der Regierung beteiligt waren. 
In Belgien hatte es bereits von 1954 bis 1958 mit der Regierung Van Acker IV eine Koalition aus Sozialisten und Liberalen gegeben, die damals aber noch nicht mit der Farbe paars bezeichnet wurde. Von 2003 bis 2007 regierte eine „lila Regierung“ aus jeweils flämischen und wallonischen Liberalen und Sozialisten (Regierung Verhofstadt II).

## Luxemburg
In Luxemburg schlossen sich bereits 1908 die Sozialdemokratische Partei und die Liberale Liga zu einem „Linksblock“ zusammen. Dies war noch keine Koalition im modernen Sinne, aber ein Zweckbündnis zur Unterstützung der Regierung des parteilosen Liberalen Paul Eyschen und einer laizistischen Bildungspolitik. Der Linksblock verabschiedete das Schulgesetz von 1912, durch das der Einfluss der katholischen Kirche auf das Schulwesen zurückgedrängt wurde. Der Block zerbrach 1917 aufgrund sozialer Spannungen zwischen sozialdemokratischen Arbeitern und liberalem Bürgertum. Zudem forderten die Sozialdemokraten das allgemeine Wahlrecht, während die Liberalen lediglich das Zensuswahlrecht lockern wollten.
Erneut regierte von 1974 bis 1979 eine Koalition aus der Luxemburger Sozialistischen Arbeiterpartei und der Demokratischen Partei unter dem Liberalen Gaston Thorn (Regierung Thorn-Vouel-Berg). Damit musste die sonst dominierende Christlich-Soziale Volkspartei (CSV) erstmals nach 1945 in die Opposition.

## Vereinigtes Königreich
Eine Zusammenarbeit der sozialdemokratischen Labour Party und den liberalen Liberal Democrats (bzw. deren Vorgängerpartei, der Liberal Party) wird im Allgemeinen als Lib-Lab Pact (seltener auch Lab-Lib Pact) bezeichnet.
Zu Beginn des 20. Jahrhunderts wurden mehrfach Labour-Regierungen unter Duldung der Liberalen gebildet oder Wahlkreisabsprachen getroffen, um eine Regierung der Tories zu verhindern. 1978 bis 1979 gab es eine formale Zusammenarbeit der Labour Party mit den Liberals, nachdem die Regierung unter James Callaghan nach einer Nachwahl ihre Mehrheit im Unterhaus verloren hatte. Es handelte sich um keine richtige Koalition, sondern um ein Duldungsabkommen („confidence and supply“). Nach einer verlorenen Vertrauensabstimmung im Unterhaus endete die Tolerierung im März 1979, infolgedessen kam es zu den Unterhauswahlen 1979, die in einer konservativen Mehrheitsregierung unter Margaret Thatcher resultierten.
Im Vorfeld der Wahlen 2010 und Wahlen 2015 war von einem Hung parliament als Wahlergebnis ausgegangen worden, wobei ein Lib-Lab Pact auch im Rahmen einer Koalition als Möglichkeit galt. Die Wahlen 2010 resultierten jedoch in einer Regierung aus Konservativen und LibDems, die Wahlen 2015 in einer konservativen Mehrheitsregierung.
In Schottland gab es 1999–2007 einen Lib-Lab Pact im Rahmen einer formalen Koalition, in Wales 1999–2003 und 2016–2021.